# أورموس كورثيو (كيكلاديس)

أورموس كورثيو (Όρμος Κορθίου) هي مدينة في كيكلاديس في اليونان.